# Xanthopimpla tessmanni
Xanthopimpla tessmanni là một loài tò vò trong họ Ichneumonidae.